# Gastrozona soror
Gastrozona soror es una especie de insecto del género Gastrozona de la familia Tephritidae del orden Diptera.

## Historia
Schiner la describió científicamente por primera vez en el año 1868.